# Восточные низинные леса Великих озёр
Восто́чные леса́ низи́н Вели́ких озёр (англ. Eastern Great Lakes lowland forests) — экологический регион умеренных широколиственных и смешанных лесов в Северной Америке, в основном в Восточной Канаде.

## Окружение
К этой зоне относится значительная часть севера штата Нью-Йорк (кроме Адирондака) и Северной Онтарио между озером Онтарио и Джорджиан-Беем на озере Гурон, западный Вермонт и низины Святого Лаврентия в южном Квебеке. К региону относится ось Фронтенака, Ниагарский эскарп, остров Манитулин на озере Гурон и озеро Симко. Между тем, леса к югу от озера Онтарио уже относятся к экорегиону южных лесов Великих озёр, а на больших высотах Лаврентидов и канадских Аппалачей уже выделяется экологический регион восточные канадские леса.
Этот регион выделяется тёплым летом и холодной, снежной зимой.